# Loving v. Virginia

Aufhebung des Verbots von gemischtrassischen Ehen
keine Gesetze/Verbote
Vor 1887
1948 bis 1967
1967 durch Loving v. Virginia

Loving v(ersus) Virginia („Loving gegen Virginia“) ist eine Entscheidung des Obersten Gerichtshofs der Vereinigten Staaten, mit der 1967 ein Gesetz des US-Bundesstaates Virginia aufgehoben wurde, durch das sogenannte „gemischtrassische“ Ehen zwischen weißen und nichtweißen Partnern verboten waren. Zum Prozess kam es aufgrund des Falls von Richard und Mildred Loving, die auf der Basis eines seit 1924 in Virginia geltenden Gesetzes wegen ihrer in Washington, D.C. geschlossenen Ehe verurteilt worden waren, da Richard als Weißer galt, während Mildred von afroamerikanischen und indianischen Vorfahren abstammte. Das Urteil des Obersten Gerichtshofs zugunsten der Eheschließungsfreiheit, das einstimmig fiel, markierte in den USA das juristische Ende aller auf der Hautfarbe basierenden Eheverbote und gilt deshalb als Grundsatzentscheidung in der Geschichte des Gerichts sowie als Meilenstein der amerikanischen Bürgerrechtsbewegung.

## Sachverhalt des Falls
Richard Perry Loving, ein 1933 geborener Weißer, und die sechs Jahre jüngere Mildred Delores Jeter, die sowohl von afroamerikanischen als auch von indianischen Vorfahren abstammte, hatten im Juni 1958 in Washington, D.C. geheiratet. In ihrem Heimatstaat Virginia galt der 1924 verabschiedete Racial Integrity Act, durch den Eheschließungen zwischen Weißen und Nichtweißen verboten waren:

Punishment for marriage. – If any white person intermarry with a colored person, or any colored person intermarry with a white person, he shall be guilty of a felony and shall be punished by confinement in the penitentiary for not less than one nor more than five years.

Nach ihrer Rückkehr nach Virginia wurden sie im Juli 1958 von drei Polizisten morgens im Bett ihres Hauses verhaftet und wegen Verletzung dieses Gesetzes angeklagt, da dieses entsprechend § 20-58 für Einwohner Virginias auch die Schließung „gemischtrassischer“ Ehen außerhalb des Staates verbot, wenn die Ehepartner anschließend wieder nach Virginia zurückkehrten. Die Heiratsurkunde, die im Schlafzimmer des Paares aufgehängt war, wurde diesbezüglich zum Beweisstück der Anklage. Bis zur Gerichtsverhandlung lebten beide getrennt bei ihren jeweiligen Eltern. Für die ihnen zur Last gelegte Straftat drohte ihnen nach § 20-59 des Code of Virginia (1950) eine Haftstrafe zwischen einem und fünf Jahren.

## Urteile der Vorinstanzen
Im Januar 1959 bekannten sich Richard und Mildred Loving vor dem Bezirksgericht von Caroline County schuldig, woraufhin sie zu einem Jahr Gefängnis verurteilt wurden. Die Strafe wurde aufgrund einer Vereinbarung unter der Voraussetzung ausgesetzt, dass sie als Ehepaar den Staat Virginia verlassen und für mindestens 25 Jahre nicht gemeinsam betreten würden. Der zuständige Richter Leon Bazile begründete seine Entscheidung unter anderem mit folgenden Ausführungen:

„Gott der Allmächtige hat die Rassen geschaffen, Weiße, Schwarze, Gelbe, Malaien und Rote, und er hat sie verschiedenen Kontinenten zugeordnet. Und es gibt keinen Grund für solche Ehen, abgesehen von den aufgrund seiner Fügung herbeigeführten. Die Tatsache, dass er die Rassen getrennt hat, ist Beweis dafür, dass er nicht beabsichtigte, dass sich die Rassen mischen.“

Infolge des Urteils zogen Richard und Mildred Loving nach Washington D.C., wo beide jedoch unter der räumlichen Trennung von ihren Familien und ihrer Heimat litten und insbesondere Mildred Loving die sich aus dem Urteil ergebende Ausgrenzung nicht ertrug. Am 6. November 1963 reichten sie mit Unterstützung durch die American Civil Liberties Union (ACLU) einen Antrag auf Aufhebung des Urteils und der Strafe beim zuständigen Bezirksgericht ein. Grundlage war der im 14. Zusatzartikel zur Verfassung der Vereinigten Staaten enthaltene Gleichbehandlungsgrundsatz. Die Motivation von Richard und Mildred Loving kommt durch eine Aussage von Richard Loving zum Ausdruck, die durch den für die ACLU mit dem Fall befassten Anwalt Bernard Cohen überliefert ist:

„Mr. Cohen, sagen Sie dem Gericht, dass ich meine Frau liebe, und dass es einfach ungerecht ist, dass ich nicht mit ihr in Virginia leben kann.“

Der Fall erreichte nach der Ablehnung des Antrags zur Aufhebung des Urteils und der Strafe durch das Bezirksgericht den United States District Court für den Distrikt East Virginia, der den Fall an das Oberste Berufungsgericht des Staates Virginia weiterleitete. Dieses bestätigte am 7. März 1966 sowohl die Verurteilung als auch das zugrundeliegende Gesetz. Das Vorliegen einer Verletzung des Gleichbehandlungsgrundsatzes lehnte das Gericht mit der Begründung ab, dass beide Partner die gleiche Strafe erhalten hätten. In der Zeit zwischen der Antragseinreichung und der Annahme des Falls durch den Obersten Gerichtshof gaben sowohl die Presbyterianische Kirche und die Römisch-katholische Kirche in den USA als auch die Unitarian Universalist Association ihre Unterstützung der Forderung nach Aufhebung aller bestehenden Gesetze gegen „gemischtrassische“ Ehen bekannt. Nachdem der Oberste Gerichtshof sich am 12. Dezember 1966 für die Verhandlung des Falls entschieden hatte, wurde im Staat Maryland das entsprechende Verbot noch vor der Bekanntgabe des Urteils abgeschafft.

## Entscheidung des Obersten Gerichtshofs
Der Oberste Gerichtshof hatte sich in seiner Geschichte bis zum Urteil im Fall Loving v. Virginia noch nicht unmittelbar mit der Verfassungsmäßigkeit von gesetzlichen Regelungen zu „gemischtrassischen“ Ehen befasst. Im Fall Pace v. Alabama, der ein im Staat Alabama bestehendes Verbot von Geschlechtsverkehr zwischen Weißen und Nichtweißen betraf, war die Gerichtsmehrheit 1883 zu der Entscheidung gelangt, dass ein solches Verbot nicht gegen den Gleichbehandlungsgrundsatz verstoßen würde, da beide beteiligten Partner die gleiche Strafe erhalten würden. Ein weiterer möglicherweise einschlägiger Fall, der die sich aus einem Erbschaftsstreit ergebende Annullierung der Eheschließung zwischen einem weißen Mann und einer Frau mit teilweise schwarzer Abstammung auf der Basis eines Gesetzes des Staats Arizona zum Inhalt hatte, war vom Obersten Gerichtshof im Jahr 1942 nicht zur Entscheidung angenommen worden.

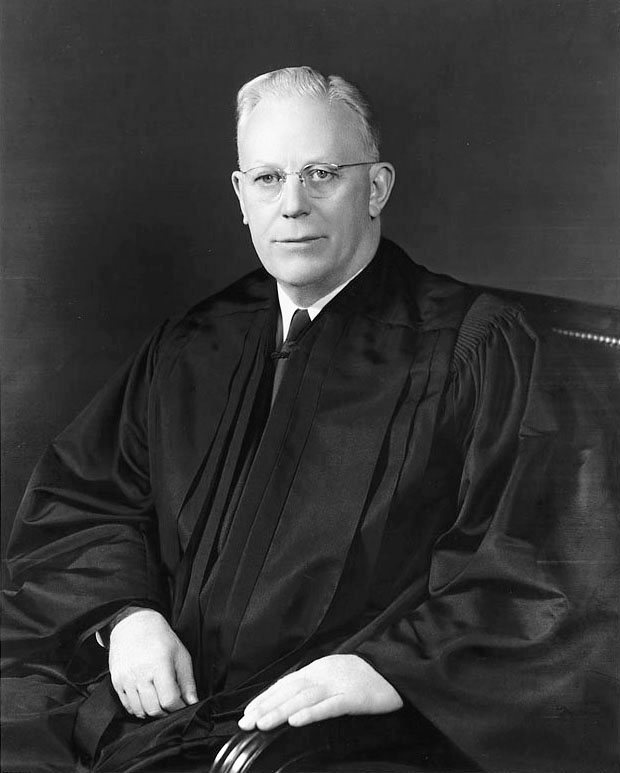
Earl Warren, Vorsitzender Richter und Verfasser der Entscheidung Loving v. Virginia

Im Fall Loving v. Virginia hob der Gerichtshof unter dem Vorsitz des als liberal geltenden Richters Earl Warren in einer einstimmigen Entscheidung die Verurteilung von Richard und Mildred Loving auf und erklärte den zugrundeliegenden Racial Integrity Act des Staates Virginia für verfassungswidrig. Es erkannte dabei dem Antrag der ACLU folgend in dem Gesetz einen Verstoß gegen den 14. Verfassungszusatz, und zwar sowohl gemäß der Argumentation der ACLU aufgrund des Gleichbehandlungsgrundsatzes als auch darüber hinausgehend aufgrund des Prinzips der Rechtssicherheit. Die Richter schrieben in ihrer von Earl Warren verfassten Entscheidung unter anderem:

„Die Eheschließung ist eines der elementaren Bürgerrechte der Menschen, grundlegend für unsere Existenz und unser Fortbestehen. […] Die Verweigerung dieses Rechts auf einer solch unerträglichen Basis wie den in diesem Gesetz enthaltenen Rassenmerkmalen, einer Klassifikation, die dem Grundsatz der Gleichbehandlung im 14. Verfassungszusatz direkt entgegensteht, stellt mit Sicherheit eine ungesetzliche Verweigerung von Freiheiten für die Bürger des Staates dar. Der 14. Zusatzartikel verlangt, dass die Freiheit zu heiraten nicht durch verletzende rassistische Diskriminierung eingeschränkt wird. Gemäß unserer Verfassung liegt die Freiheit, einen Menschen einer anderen Rasse zu heiraten oder nicht zu heiraten, beim einzelnen Menschen und kann nicht durch den Staat eingeschränkt werden.“

Das Argument, dass das in Virginia bestehende Verbot „gemischtrassischer“ Ehen nicht gegen den Gleichbehandlungsgrundsatz verstoßen würde, weil beide beteiligten Partner die gleiche Strafe erhalten, lehnte das Gericht als nicht zeitgemäß ab. Es betonte außerdem die sich aus dem 14. Zusatzartikel ergebende Notwendigkeit der Begründung eines Gesetzes und stellte diesbezüglich ausdrücklich fest, dass Gesetze gegen Eheschließungen zwischen Weißen und Nichtweißen rassistisch seien und erlassen wurden, um die Überlegenheit der Weißen zu bewahren:

„Es gibt offensichtlich unabhängig von verletzender rassistischer Diskriminierung keinen übergeordneten Zweck, der diese Klassifikation rechtfertigt. Die Tatsache, dass Virginia nur gemischtrassische Ehen unter Beteiligung weißer Personen verbietet, belegt, dass die rassische Klassifikation auf einer eigenen Begründung basiert, und zwar als Maßnahme zur Aufrechterhaltung der Überlegenheit der Weißen.“

Richter Potter Stewart verwies in einem der Gerichtsmehrheit im Ergebnis zustimmenden Sondervotum explizit auf seine bereits drei Jahre zuvor im Fall McLaughlin v. Florida geäußerte Auffassung, nach der „kein Gesetz eines Staates verfassungsgemäß sein könne, welches die Strafbarkeit einer Handlung von der Rasse des Handelnden abhängig macht“.

## Auswirkungen des Urteils
Das Urteil des Obersten Gerichtshofs beseitigte nach Ansicht von Bürgerrechtsaktivisten eine der letzten noch vorhandenen juristischen Beschränkungen aus der Zeit der Sklaverei in den Vereinigten Staaten und beschleunigte den zur damaligen Zeit bereits bestehenden Trend zu einer zunehmenden gesellschaftlichen Akzeptanz von Ehen und Lebensgemeinschaften zwischen Menschen verschiedener Hautfarbe und Herkunft. Im Jahr 2008, rund vier Jahrzehnte nach der Entscheidung, gab es nach Angaben des United States Census Bureau in den USA rund 4,3 Millionen solcher Ehen. Das Urteil wurde außerdem als Abschluss des Prozesses der Abschaffung gesetzlicher Vorgaben zur Rassentrennung angesehen, den der Oberste Gerichtshof im Jahr 1954 mit dem Urteil Brown v. Board of Education begonnen hatte.
Darüber hinaus beeinflusste die Entscheidung das Verständnis von Ehe und Familie in der amerikanischen Gesellschaft grundlegend, da sie die Unverletzlichkeit der Ehe juristisch anerkannte. Der Racial Integrity Act, dessen Verbot „gemischtrassischer“ Ehen mit der Entscheidung des Gerichtshofs nicht mehr zur Anwendung kam, wurde vom Parlament des Staates Virginia im Jahr 1975 vollständig außer Kraft gesetzt. Rechtliche Regelungen in 15 anderen Bundesstaaten, die mit diesem Gesetz vergleichbar waren, wurden in der Folge von Loving v. Virginia ebenfalls abgeschafft oder nicht mehr durchgesetzt. Gleichwohl kam es erst im Jahr 2000 in Alabama zur formalen Aufhebung des letzten Gesetzes gegen „gemischtrassische“ Ehen.
Richard und Mildred Loving zogen nach dem Urteil zurück nach Virginia. Aus ihrer Ehe gingen zwei Söhne und eine Tochter hervor. Richard Loving kam im Juni 1975 im Alter von 41 Jahren durch einen Verkehrsunfall ums Leben, bei dem ein betrunkener Autofahrer das Fahrzeug rammte, in dem er und seine Frau fuhren. Mildred Loving starb im Mai 2008 an einer Lungenentzündung. Rund ein Jahr vor ihrem Tod erklärte sie anlässlich des 40. Jahrestages von Loving v. Virginia zu ihrem Verständnis der persönlichen und gesellschaftlichen Bedeutung der Entscheidung:

„Als mein Mann Richard und ich 1958 in Washington D.C. heirateten, taten wir dies nicht, um ein politisches Zeichen zu setzen oder eine Auseinandersetzung anzufangen. […] Meine Generation war zutiefst gespalten aufgrund von etwas, das so klar und richtig hätte sein sollen. […] Aber ich habe lange genug gelebt, um große Veränderungen zu erkennen. Die Ängste und Vorurteile der älteren Generation sind Vergangenheit, und die jungen Menschen von heute haben erkannt, dass jemand, der einen anderen liebt, ein Recht hat zu heiraten. Umgeben von wundervollen Kindern und Enkelkindern vergeht kein Tag, an dem ich nicht an Richard und unsere Liebe denke, an unser Recht zu heiraten und wie viel es mir bedeutete, die Freiheit zu haben, den von mir heißgeliebten Menschen zu heiraten, auch wenn andere glaubten, er wäre der falsche Mensch für mich. Ich glaube, dass alle Amerikaner unabhängig von ihrer Rasse, ihrem Geschlecht und ihrer sexuellen Orientierung die gleiche Freiheit zu heiraten haben sollten. […] Ich bin immer noch kein politisch aktiver Mensch, aber ich bin stolz, dass Richards und mein Name ein Gerichtsurteil bezeichnet, das helfen kann, die Liebe, die Hingabe, die Fairness und die Familie zu stärken, die so viele Menschen, Schwarze und Weiße, Junge und Alte, Homo- und Heterosexuelle, in ihrem Leben anstreben.“

Neben ihrer Bedeutung für das Ende der Rassentrennung wird die Entscheidung Loving v. Virginia und die ihr zugrundeliegende Argumentation mit dem Gleichbehandlungsgrundsatz des 14. Verfassungszusatzes auch in der Debatte um die Legalisierung gleichgeschlechtlicher Ehen in den USA diskutiert. Vom New York Court of Appeals, dem höchsten Gericht des Staates New York, wurde dies jedoch im Juli 2006 in der Entscheidung Hernandez v. Robles abgelehnt. Zur Begründung führte das Gericht unter anderem an, dass sich die historische Entwicklung der Sklaverei und der Bürgerrechtsbewegung grundlegend vom geschichtlichen und gesellschaftlichen Hintergrund der Bestrebungen für die Zulassung gleichgeschlechtlicher Ehen unterscheiden würde und dass die Richter des Obersten Gerichtshofs in der Entscheidung Loving v. Virginia das Recht zur Eheschließung insbesondere aufgrund seiner Beziehung zur menschlichen Fortpflanzung als fundamental anerkannt hätten. Dies wurde jedoch vom Obersten Gerichtshof in der Entscheidung Obergefell v. Hodges 2015 anders entschieden, in dem dieser das Recht gleichgeschlechtlicher Paare auf Heirat unter Bezugnahme auf Loving v. Virginia mit knapper Mehrheit bestätigte.

## Rezeption

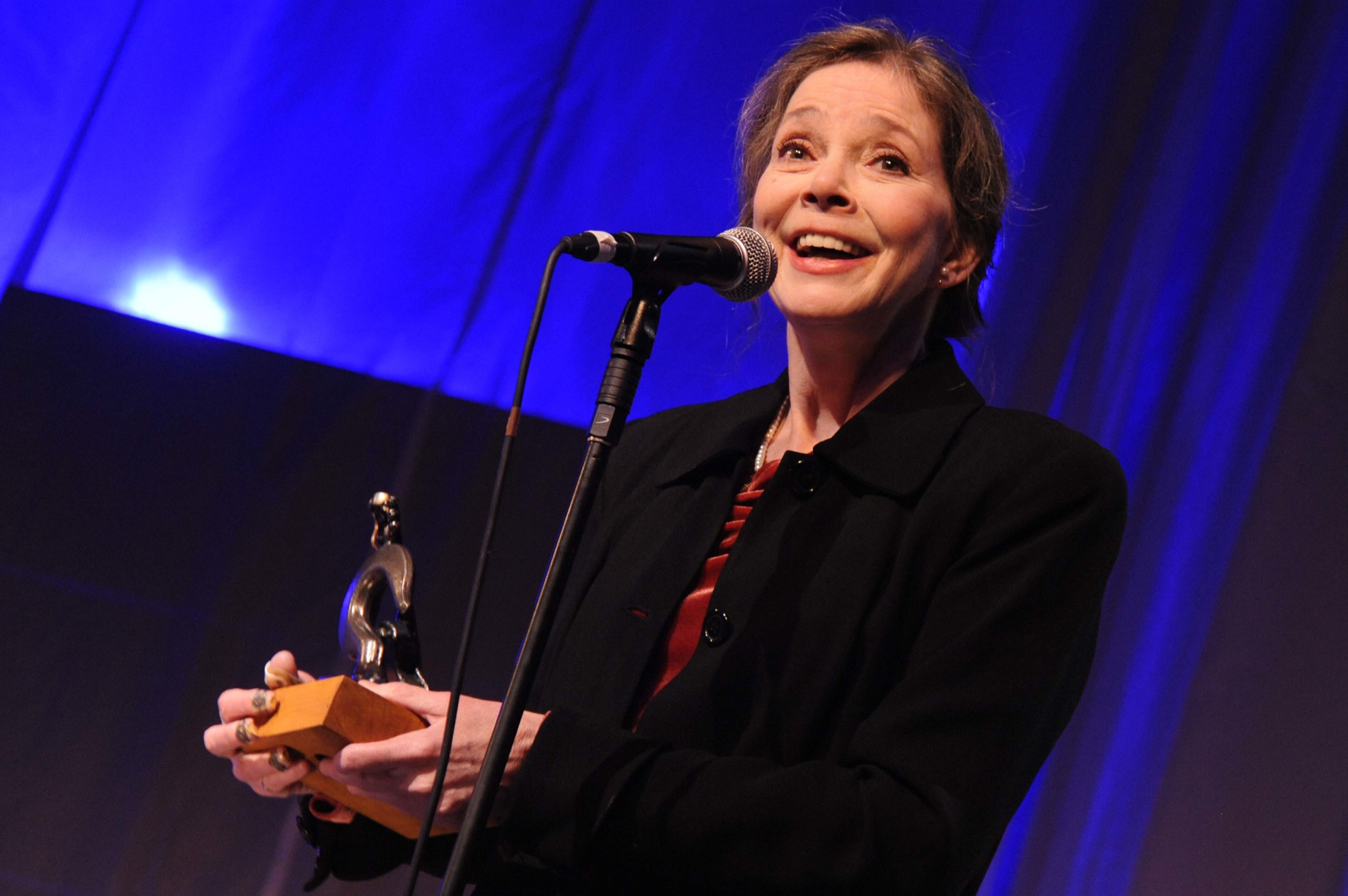
Die Country- und Folksängerin Nanci Griffith, die das Schicksal von Richard und Mildred Loving in einem Lied verarbeitete

Über die Lebensgeschichte des Paares entstand 1996 unter dem Titel Mr. & Mrs. Loving ein Fernsehfilm, in dem Timothy Hutton die Rolle von Richard Loving spielte und Mildred Loving von Lela Rochon dargestellt wurde.
Unter der Regie von Nancy Buirski entstand 2011 der Dokumentarfilm The Loving Story.
2016 verfilmte Regisseur Jeff Nichols den Fall erneut unter dem Titel Loving. Joel Edgerton übernahm die Rolle des Richard Loving und Ruth Negga die der Mildred Loving. Der Film feierte seine Premiere beim Cannes Film Festival 2016.
Auf dem 2009 erschienenen Album The Loving Kind der amerikanischen Country- und Folksängerin Nanci Griffith werden im Titelsong das Urteil sowie das Schicksal von Richard und Mildred Loving thematisiert.
Der 12. Juni, der Tag des Urteils im Jahr 1967, wird von verschiedenen Organisationen unter dem Namen Loving Day jährlich als Gedenk- und Feiertag begangen.

## Tondokumente
- Audiodokumente zur mündlichen Verhandlung bei Oyez.org
- Peter Irons und Stephanie Guitton (Hrsg.): May It Please the Court. The Most Significant Oral Arguments Made Before the Supreme Court Since 1955. New Press, New York 2007, ISBN 978-1-59558-090-0 (enthält eine CD mit Aufnahmen der mündlichen Verhandlung).